# Opća bolnica
Opća bolnica je tip bolničke ustanove. Opća bolnica je osposobljena za pružanje opće zdravstvene njege. Manja je i slabije opremljenija od kliničkog bolničkog centra i kliničke bolnice ali veća i s više medicinskih djelatnosti i usluga od uže specijaliziranih klinika i specijalnih bolnica. U Republici Hrvatskoj postoje 22 opće bolnice.

## Opće bolnice
- Opća bolnica "Dr. Ivo Pedišić"  Sisak
- Opća bolnica "Dr. Josip Benčević" Slavonski Brod
- Opća bolnica "Dr. Tomislav Bardek" Koprivnica
- Opća bolnica "Dr. Anđelko Višić" Bjelovar
- Opća bolnica "Hrvatski ponos" Knin
- Opća bolnica Dubrovnik
- Opća bolnica Gospić
- Opća bolnica Karlovac
- Opća bolnica Nova Gradiška
- Opća bolnica Ogulin
- Opća bolnica Pula
- Opća bolnica Šibensko-kninske županije Šibenik
- Opća bolnica Varaždin
- Opća bolnica Vinkovci
- Opća bolnica Virovitica
- Opća bolnica Vukovar
- Opća bolnica Zabok
- Opća bolnica Zadar
- Opća županijska bolnica Našice
- Opća županijska bolnica Pakrac
- Opća županijska bolnica Požega
- Županijska bolnica Čakovec